# Medicina integrativă
Medicina integrativă constă din fuzionarea Medicinei bazate pe dovezi cu Medicina complementară și alternativă (reprezentată prin medicina ecologică („enviromentală”), alopatică, homeopatică, psiho-socială, etc.) pentru a oferi clinicianului, ecologului, igienistului și pacientului prezent sau potențial, un ansamblu de metode de prevenire, diagnostic și tratament ce au ca centru de referință pacientul, respectiv în mod holistic, în totalitatea complexității sale, și nu numai boala, ca o entitate detașată.
Medicina integrativă se bazează pe câteva principii fundamentale, care ajută la crearea unui plan de îngrijire cuprinzător și personalizat:
- Îngrijirea personalizată: Recunoaște unicitatea fiecărui individ și dezvoltă un plan de tratament care ia în considerare genetica, stilul de viață și influențele mediului.
- Abordarea holistică: Se concentrează pe corp, minte și spirit, considerând toate aspectele care contribuie la sănătatea optimă - inclusiv bunăstarea emoțională și sănătatea mentală.
- Îngrijire colaborativă: Încurajează colaborarea între specialiști din diverse domenii medicale pentru a oferi o evaluare cuprinzătoare a stării de sănătate a pacientului.

- Prevenție și implicare activă a pacientului: Pune accent pe prevenție și educarea pacienților pentru a-și asuma un rol activ în menținerea sănătății lor, inclusiv prin ajustări ale stilului de viață și gestionarea stresului.

#### Medicina Integrativă în România
În România, medicina integrativă câștigă tot mai mult teren, fiind promovată de instituții precum Institutul Național pentru Medicină Complementară și Alternativă Prof. Dr. Florin Bratila, Societatea Română de Medicină Integrativă și Acupunctură Medicală, Societatea Română de Homeopatie și  Societatea Științifică Română de Oxigen - Ozono - Terapie (S.S.R.O.O.T.). Aceste organizații promovează abordarea integrativă, cercetează eficacitatea și siguranță terapiilor complementare și sprijină adoptarea acestora pe scară mai largă. Alături de acestea, există și un număr însemnat de clinici care oferă servicii de medicină integrativă, având multiple specializări precum terapia HHO, protocoale integrative oncologice, perfuzii cu vitamine sau minerale, ozonoterapie, etc. 